# Brita-Lena Sjöberg
Brita-Lena Sjöberg, född 20 augusti 1941 i Borås Caroli församling, är en svensk skådespelare.

## Biografi
Sjöberg är dotter till handelsresande Folke Helmer Sjöberg och hans hustru Britta Valborg Johanna, född Hjertman. Hon antogs till Malmö stadsteaters elevskola 1961 tillsammans med Ulla Wennborg, Lars Andersson, Berit Gelin, Naemi Ljungström, Östen Andersen och Anders Hallström. Hon tillhörde sedan teaterns fasta ensemble till 1991.

## Filmografi
| År   | Roll                  | Produktion                          | Noter     |
| ---- | --------------------- | ----------------------------------- | --------- |
| 1965 | Ofelia                | Fröknarna i parken                  | TV-teater |
| 1966 | Koketta En bondflicka | Andersson, Pettersson och Lundström | TV-teater |
| 2005 | Vivan                 | Miraklet i Småland                  |           |

## Teater

### Roller
| År   | Roll           | Produktion                                                                        | Regi                         | Teater                   |
| ---- | -------------- | --------------------------------------------------------------------------------- | ---------------------------- | ------------------------ |
| 1960 | Ärtblomma      | En midsommarnattsdröm (A Midsummer Night's Dream) William Shakespeare             | Sandro Malmquist             | Riksteatern              |
| 1961 |                | Bättre sent än aldrig (It’s never too late) Felicity Douglas                      | Sandro Malmquist             | Riksteatern              |
| 1963 |                | Muren (The Wall) Millard Lampell                                                  | Lennart Olsson               | Malmö stadsteater        |
| 1963 |                | Den inbillade sjuke (Le Malade imaginaire) Molière                                | Hans Abramson                | Malmö stadsteater        |
| 1963 |                | Dummerjöns Willy Keidser och Tylle Herlin                                         | Jan Lewin                    | Malmö stadsteater        |
| 1964 |                | Körsbärsträdgården (Вишнёвый сад, Visjnjovyj sad ) Anton Tjechov                  | Josef Halfen                 | Malmö stadsteater        |
| 1964 |                | Bernardas hus (La casa de Bernarda Alba) Federico García Lorca                    | Eva Sköld                    | Malmö stadsteater        |
| 1965 |                | Kvartetten som sprängdes Birger Sjöberg                                           | Josef Halfen                 | Malmö stadsteater        |
| 1965 |                | Djävulens följe (The Devils) John Whiting                                         | Lennart Olsson               | Malmö stadsteater        |
| 1965 |                | Victor eller den lille avslöjaren (Victor ou les Enfants au pouvoir) Roger Vitrac | Sandro Malmquist             | Malmö stadsteater        |
| 1965 | Jane Maitland  | Vittne mot sig själv (Inadmissable evidence) John Osborne                         | Bo Swedberg                  | Helsingborgs stadsteater |
| 1965 | Tricia Elliott | Inget helgon precis! (Travelling Light) Leonard Kingstone                         | Hans Bergström Per Sjöstrand | Helsingborgs stadsteater |
| 1979 |                | Klubbat! (Ten Times Table) Alan Ayckbourn                                         | Eva Sköld                    | Malmö stadsteater        |
| 1982 |                | Våldtagen (Extremities) William Mastrosimone                                      | Kerstin Birde                | Malmö stadsteater        |
| 1985 |                | Top Girls Caryl Churchill                                                         |                              | Malmö Stadsteater        |
| 1986 |                | Husets herre (Мещане, Mesjtjane) Maksim Gorkij                                    | Barbro Larsson               | Malmö Stadsteater        |
| 1988 |                | Bröderna Lejonhjärta Astrid Lindgren                                              | Eva Sköld                    | Malmö stadsteater        |
| 1988 |                | En uppstoppad hund Staffan Göthe                                                  | Magnus Bergquist             | Malmö Stadsteater        |

## Radioteater

### Roller
| År   | Roll         | Produktion                              | Regi           |
| ---- | ------------ | --------------------------------------- | -------------- |
| 1965 | En servitris | Den försvunne disponenten Folke Mellvig | Lennart Olsson |